# Pia Soppa
Pia Soppa (* 17. August 1997 in München) ist eine deutsche Schauspielerin.

## Leben
Soppa schloss 2015 ihre Schulausbildung mit dem Abitur ab. Seit 2013 nimmt sie Schauspielunterricht. Seit 2016 studiert sie Modedesign.

## Filmografie (Auswahl)
- 2011: Das dunkle Nest (Fernsehfilm)
- 2013: SOKO München – Der Schwimmer
- 2014: Die Bergretter – Mit letzter Kraft
- 2017: Das Kindermädchen – Mission Mauritius
- 2018: Dahoam is Dahoam – Marie Westenrieder[3]
- 2019: SOKO München –  Fischerstechen
- 2019: Tonio & Julia – Schuldgefühle
- 2020: Die Chefin (Fernsehserie, Folge Portofino)